# Michael Lameck
Michael „Ata“ Lameck (* 15. September 1949 in Essen) ist ein ehemaliger deutscher Fußballspieler, der in den Jahren 1972 bis 1988 als Spieler des VfL Bochum 518 Spiele mit 37 Toren in der Fußball-Bundesliga bestritten hat. Damit belegt er den zehnten Rang in der Liste der Bundesligaspieler mit den meisten Einsätzen. Am 5. Juni 1987 wurde er der erste Spieler, der 500 Spiele für denselben Verein in der Bundesliga absolviert hat. Nach ihm haben dies bislang nur drei weitere Profis geschafft, namentlich Manfred Kaltz für den Hamburger SV (500. Spiel nur eine Woche später am 13. Juni 1987), Karl-Heinz Körbel für Eintracht Frankfurt (500. Spiel am 7. Mai 1988), sowie Thomas Müller für den FC Bayern München (500. Spiel am 26. April 2025).

## Karriere als Spieler
„Als ich mit meinen Kumpels in der Freizeit kickte, war die Asche noch schwarz, daher habe ich auch den Spitznamen „Ata“. Mit dem gleichnamigen Putzmittel mussten meine Eltern mich immer sauber schrubben.“

### Schwarz-Weiß Essen, 1969 bis 1972
Mit 20 Jahren wechselte Michael Lameck von TuS Essen-West zu ETB Schwarz-Weiß Essen in die Regionalliga West. Trainer Horst Witzler wechselte den Neuzugang beim Heimspiel gegen Hamborn 07 am 5. Oktober 1969 in der 83. Minute erstmals in der Regionalliga ein. Er füllte die Rolle des Einwechselspielers an der Seite der Stammspieler Rolf Bauerkämper, Wolfgang Glock, Rolf Kucharski und Heinz-Dieter Lömm aus. Auch in der zweiten Saison, 1970/71, musste der Linksaußen mit dieser Rolle unter den Trainern Kurt Sahm und Heinz Höher noch vorliebnehmen. In seiner dritten Runde beim ETB, 1971/72, wurde er von Heinz Höher auch im Mittelfeld und in der linken Außenverteidigerrolle eingesetzt und gehörte jetzt der Stammbesetzung an. In beiden Derbys gegen Rot-Weiss Essen wirkte er mit, am Uhlenkrug vor 20.000 und an der Hafenstraße vor 18.000 Zuschauern. Lameck bestritt 73 Regionalligaspiele mit 15 Toren für Schwarz-Weiß Essen und unterschrieb zur Runde 1972/73 beim VfL Bochum. Der VfL hatte Heinz Höher als neuen Trainer für diese Runde verpflichtet und der brachte vom Uhlenkrug Lameck und Reinhard Majgl an die Castroper Straße mit.

### VfL Bochum, 1972 bis 1988
Auf Anhieb erkämpfte sich der Essener seinen Stammplatz im Team der Bochumer und bestritt in seiner Debütrunde in der Bundesliga alle 34 Pflichtspiele. Sieben Jahre kämpfte er unter Trainer Höher für den VfL, wobei es meist gegen den Abstieg ging. In sechs Spielzeiten kam er dabei jeweils auf 34 Einsätze, er fehlte lediglich in der Runde 1976/77 in vier Spielen. Es folgten zwei Jahre mit Trainer Helmuth Johannsen, unter denen Bochum die Mittelfeldplätze zehn und neun in den Jahren 1980 und 1981 erreichte. Im ersten Jahr mit Rolf Schafstall als Trainer, 1981/82, drang der VfL im DFB-Pokal bis in das Halbfinale vor, welches allerdings gegen den FC Bayern München verloren wurde. In den Jahren 1985 und 1986 erlebte „Ata“ Lameck den Durchbruch des jungen Torjägers Stefan Kuntz an der Seite des „Altmeisters“ Klaus Fischer und die zweimalige Platzierung auf Rang neun. Im zweiten Trainerjahr von Hermann Gerland, 1987/88, kam der Routinier nochmals auf 16 Einsätze und verabschiedete sich aus der Bundesliga mit der Einwechslung am 16. April 1988 in der 55. Minute gegen den VfB Stuttgart im heimischen Stadion. Im Finalspiel des DFB-Pokal am 28. Mai 1988 in Berlin gegen Eintracht Frankfurt kam er nicht mehr zum Einsatz. „Ata“ Lameck ist mit seinen 518 Einsätzen in der Fußball-Bundesliga bis heute der Rekordspieler des VfL Bochum und die Nummer neun der ewigen Bundesliga-Rangliste. Er hat zudem von den Spielern, die nie in die A-Nationalmannschaft berufen wurden, die meisten Einsätze aufzuweisen.

### Internationale Berufungen, 1973 bis 1978
Im Oktober 1973 wurde Lameck zweimal in die U-23 Juniorennationalmannschaft des DFB berufen. Es dauerte vier Jahre, bis der DFB-Trainerstab den zuverlässigen Mann des VfL für die linke Seite wieder in eine Auswahl berief. Am 22. Februar 1977 in Orléans debütierte er in der B-Nationalmannschaft bei der 0:1-Niederlage gegen Frankreich. Mit Werner Schneider besetzte er die Außenverteidigerpositionen. Im Juni des Jahres war er mit der DFB-Mannschaft in Übersee und kam in den Spielen gegen die USA, Honduras und Jamaika zum Einsatz. Sein neuntes und letztes Spiel in der deutschen B-Elf absolvierte der Bochumer am 18. April 1978 in Norrköping beim 1:0-Erfolg gegen Schweden mit seinem Verteidigerkollegen Harald Konopka. Damit ist er der Spieler mit den meisten Einsätzen für die B-Nationalmannschaft (und der Spieler mit den meisten Einsätzen in der Bundesliga), der nie in der A-Nationalmannschaft eingesetzt wurde.

## Nach der Karriere
Nach seiner aktiven Zeit war Lameck A-Jugendtrainer, Amateur-Trainer, Spielerbeobachter und Co-Trainer beim VfL Bochum.
Anlässlich seines 60. Geburtstages wurde Lameck zum Ehrenmitglied des VfL Bochum ernannt. Er ist der Organisator der Traditionsmannschaft des VfL Bochum. Unregelmäßig arbeitet er in der Fußballschule von Klaus Fischer.